# Humber (Herefordshire)
Pour les articles homonymes, voir Humber (homonymie).
Humber est une paroisse civile et un village du Herefordshire, en Angleterre.